# Niclas Gonzales
Niclas  Gonzalez, född 14 april 1970, är en svensk tidigare handbollsmålvakt.

## Karriär
Niclas Gonzalez moderklubb var Uddevalla HK. I ungdomen bytte han klubb i hemstaden till GF Kroppskultur  Under tiden i Kroppskultur spelade han 36 ungdomslandskamper för Sverige. Främsta meriten blev ett silver vid U21-VM 1991 i Aten. Framgången ledde till kontrakt med HK Drott i Halmstad. Gonzalez spelade i HK Drott fyra säsonger med ett vunnet SM-guld 1994. Enligt Drotts jubileumsbok HK Drott 75 år gjorde han total 239 matcher för Drott och noterades för 5 mål.
Efter SM-guldet 1994 bytte han klubb till Stavstens IF i Trelleborg. Han representerade dem något år innan han återvände till Drott 1996 eller 1997. Efter någon säsong i Drott fortsatte han till utlandsspel i Norge, i klubben Kragerø IF. Efter detta flyttade Gonzalez tillbaka till Skåne för spel i Lugi HF 2000-2002. I Lugi spelade han 35 matcher. Sedan återvände han till Uddevalla och var med i GF Kroppskultur och tog upp laget till elitserien 2003. 2005 avslutade han sin aktiva elitkarriär. Efter elitkarriären var han spelande tränare i division tre för Lysekil.

## Tränare
2006 spelade han sporadisk i moderklubben Uddevalla HK. År 2006 blev han målvaktstränare för USA:s damlandslag i handboll. Efter den aktiva spelarkarriären har Gonzalez arbetat som målvaktstränare i GF Kroppskultur, Kärra HF och Önnereds HK. Han var också assisterande tränare i GF Kroppskultur i division 1 en säsong. 2010–2017 tränade han även sin sons lag i Kroppskultur. Efter handbollskarriären utbildade han sig till behandlingsassistent och bosatte sig i Uddevalla med sambo och två barn.
Han började efter handbollen med en sporten kettlebell där han varit framgångsrik och med Uddevalla Kettlebell Club vunnit VM-silver 2010 i Tammerfors, VM-guld 2011 i New York, EM-silver 2012 i Wexford, Irland, och EM-brons 2016 i Porto, Portugal.

## Meriter

### Handboll
- SM-guld 1994 med HK Drott[9]
- Final i Citycupen 1994 med HK Drott

### Kettlebell
- VM-silver 2010 i Tammerfors
- VM-guld 2011 i New York
- EM-silver 2012 i Wexford, Irland
- EM-brons 2016 i Porto